# هامبر يونايتد
نادي هامبر يونايتد هو نادي كرة قدم موقعه في دونسويل في إيست ريدنج أوف يوركشاير ، إنجلترا . كان يلعب أعضاء النادي في ملعب سيلبي تاون في فلاكسلي رودو و مؤخرًا كانوا أعضاء في الدوري الشرقي للمقاطعات الشمالية .

## تاريخ النادي
بدأ النادي بإسم AFC Rovers ولعب في دوري East Riding County. في عام 2009-09 كانوا في القسم الثاني ثم انتقلوا إلى القسم الأول. حصل النادي لقب القسم الأول في الموسم التالي وانتقل إلى الدرجة الأولى. انتقلوا إلى القسم الأول من دوري هامبر الممتاز بعد فوزهم بلقب الدوري الممتاز في عام 2013-14. حصلوا أيضا على أبطال القسم الأول في الموسم التالي ، وانتقلوا إلى الدرجة الأولى.
في عام 2016 ، اشترى جيمي والثام ملعب دونسويل باركو ثم النادي . حيث بعد استحواذ جيمي والثام أعيدت تسميت النادي إلى شرق يوركشاير كارنيجي على اسم أندرو كارنيجي ، الذي تم إضافة قيم "التنمية والنجاح والإنسانية" إلى شارة النادي. انضم النادي الجديد إلى القسم الأول من دوري هامبر الممتاز وحصل على المركز الخامس في موسمه الأول ، وتم تنصيبه إلى القسم الأول من الدوري الشرقي للمقاطعات الشمالية . 
في أبريل 2019 ، أعلن أنه سوف يتم تغيير اسم النادي إلى إيست هال في بداية موسم 2019-20 ،  بعد ذلك أعيدت تسميته إلى إف سي هامبر يونايتد في عام 2021.
في مايو 2022 ، أعلن النادي أنه خاضعًا لمصادقة الاتحاد الإنجليزي ، وبسبب عجزهم المالي في تأمين أرض الملعب الأم في إيست يوركشاير أصبحوا يخططون للانتقال إلى Askern و Doncaster والاندماج مع Askern Miners .  في الشهر التالي أعلنو أن النادي سوف ينهار لأنهم لم يتمكنوا من انجاح مخطط اندماجهم مع Askern Miners . 

## مراتب الشرف
- هامبر الدوري الممتاز
  - أبطال القسم الأول 2014-15
- دوري مقاطعة إيست رايدنج
  - أبطال الدوري الممتاز 2013-14
  - أبطال القسم الأول 2009-10

## أنظر أيضا
- مديري إف سي هامبر يونايتد

## روابط خارجية
- الموقع الرسمي